# 野村裕幸
野村 裕幸（のむら ひろゆき）は、千葉県出身のトロンボーン奏者。

## 概要
武蔵野音楽大学卒業。大学在学中よりトロンボーン奏者、作曲家・編曲家として活動開始。ライブ活動のほか多数のアーティストのステージ・サポート、レコーディング、ホーン・アレンジ、バンド・アレンジ、オーケストラ・アレンジ、コーラス・アレンジ、プログラミングなどを務める。

## レコーディング参加
B'z、BREAKERZ（ホーンアレンジも担当）、TUBE、DREAMS COME TRUE、栗林誠一郎、大黒摩季、松岡直也、織田哲郎、増崎孝司、春畑道哉、THE BARRETT、大塚明夫、近藤房之助、DEEN、SURFACE、Sakura、及川光博、田原俊彦、Skoop On Somebody、ココナッツ娘。、モーニング娘。、慎吾ママ、Orange Pekoe、CHEMISTRY、SMAP、石井竜也、等他多数。

## ステージサポート
矢沢永吉、B'z、TUBE、DREAMS COME TRUE、浜田麻里、渡辺貞夫、松岡直也、織田哲郎、てつ100%、COM-BAD'S、小比類巻かほる、KUSU KUSU、ダイアモンド☆ユカイ、少年隊、谷村有美、河内淳一、久宝留理子、西田ひかる、SILVA、SMAP、石井竜也、スガシカオ、及川光博等他多数。